# Pulsatrix perspicillata
El lechuzón de anteojos (Pulsatrix perspicillata) es una especie de ave estrigiforme perteneciente al género Pulsatrix que integra la familia Strigidae. Es nativa de las selvas de América Central y América del Sur, desde el sur de México al norte de Argentina.

## Nombres comunes
El nombre común recomendado por la SEO es lechuzón de anteojos (Venezuela). Otros nombres comunes incluyen: lechuzón grande de collar (Bolivia), lechuzón mocho grande (Argentina, Paraguay) o búho de anteojos (México, Nicaragua, Costa Rica, Colombia, Honduras), u oropopo (Costa Rica).

## Descripción
Es un ave de rapiña grande y corpulenta, sin  “orejas”; mide entre 43 y 50 cm y pesa entre 1075 y 1250 g, sin dimorfismo sexual, la hembra es ligeramente mayor. De cabeza redondeada, con un dibujo cefálico inconfundible, que le da el nombre. Ojos amarillos; corona, cabeza, partes dorsales y banda pectoral pardo-negruzcas o chocolate oscuras, las timoneras y las remeras tienen un barreteado café grisáceo. “Anteojos” y garganta blancos; partes ventrales anteadas. El pico es color cuerno claro pasando a blanco verdoso hacia la punta; las patas son grisáceas. Los juveniles son mayormente blancuzcos o amarillentos con el disco facial negro.

## Distribución y hábitat
Su área de distribución se extiende del sur de México hasta norte de Argentina e incluye los siguientes países: México, Belice, Guatemala, El Salvador, Honduras, Nicaragua, Costa Rica, Panamá, Trinidad y Tobago, Colombia, Venezuela, Surinam, Guayana Francesa, Guyana, Paraguay, Ecuador, Perú, Bolivia, Brasil, Argentina.

Habita desde selvas tropicales y subtropicales húmedas hasta selvas secas, en galería, sabanas, bosques de transición, bosques montanos, pantanos arbolados, crecimientos secundarios.

## Comportamiento
Es un ave nocturna que reposa en el denso follaje durante el día, y se torna activo al oscurecer. Caza de noche, siendo más activo en las noches de luna. Son solitarios o forman parejas.

### Alimentación
Para cazar se posa inclinado hacia adelante sobre ramas desnudas a una altura intermedia en donde revisa a su alrededor, se lanza velozmente al suelo sobre su presa o realiza un veloz giro en el aire para atrapar su presa de la vegetación. Sus presas incluyen insectos grandes, ranas arborícolas, aves, murciélagos, pequeños mamíferos hasta del tamaño de un zorro hediondo (Mephitis macroura)  y, en el bosque de manglares, cangrejos. En ocasiones caza durante el día.

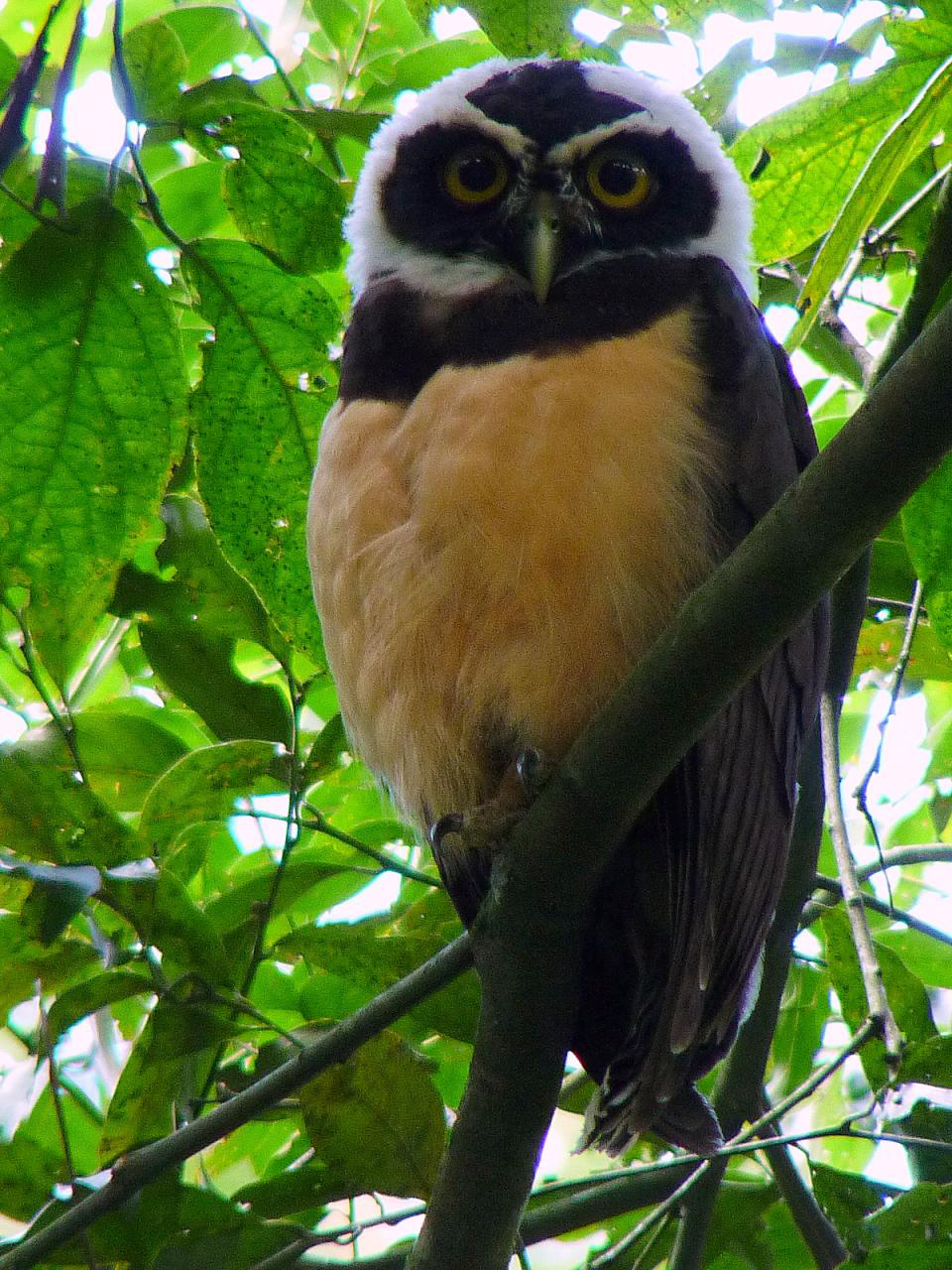
Ejemplar juvenil en Manizales, Caldas, Colombia.

### Reproducción
Nidifica en huecos de árboles, grietas en peñascos o cavidades naturales en el medio del bosque. Coloca, en promedio, dos huevos blancos que miden 50,5 x 42,5 mm. La hembra inicia la incubación luego después de colocar el primer huevo, lo que resulta en tiempo diferente de eclosión y tamaño diferente de las crías. El período de incubación dura aproximadamente 35 días y los jóvenes demoran entre 5 y 6 semanas después del nacimiento a dejar el nido, pero quedan dependientes de sus padres por aproximadamente 1 año, mismo con el plumaje adulto ya definitivo. El plumaje adulto puede demorar hasta 5 años para estar listo.

### Vocalización
Su canto es un llamado grave, largo y un poco descendiente. El timbre recuerda al sonido producido por una hojalata sacudida a la distancia. La pareja acostumbra a cantar en dúo en el período reproductivo, para marcar territorio. Es un “bup-bup-bú-bú-búbúbú” rápido y amortiguado, fuerte al principio, atenuándose después. La voz del juvenil, bien diferente es un corto “uaaau”.

## Sistemática

### Descripción original
La especie P. perspicillata fue descrita por primera vez por el naturalista británico John Latham en 1790 bajo el nombre científico Strix perspicillata; localidad tipo «Cayenne».

### Taxonomía
Las subespecies chapmani, trinitatis y boliviana se diferencian pobremente, tal vez no sean válidas.

La subespecie pulsatrix es considerada como la especie plena Pulsatrix pulsatrix por algunos autores, con base en diferencias de vocalización y plumaje, de acuerdo a König et al, 1999. Sin embargo la Propuesta Nr 326 al South American Classification Committee (SACC), a pesar de reconocer que la elevación al rango de especie sería comprobable, fue rechazada debido a la necesidad de análisis vocales más amplias y datos genéticos. Todas las clasificaciones continúan a considerar este taxón como subespecie.

### Subespecies
Según la clasificación del Congreso Ornitológico Internacional (IOC) (Versión 4.4, 2014) y Clements Checklist 6.9, se reconocen 6 subespecies, con su correspondiente distribución geográfica:
- Pulsatrix perspicillata boliviana Kelso, L, 1933 - sur de Bolivia y norte de Argentina.
- Pulsatrix perspicillata chapmani Griscom, 1932 - pendiente del Caribe de Costa Rica a través del este de Panamá hasta Colombia, oeste de Ecuador y noroeste del Perú.
- Pulsatrix perspicillata perspicillata (Latham, 1790) - Venezuela, las Guayanas, Brasil, y desde el este de Colombia al sur hasta el norte de Bolivia.
- Pulsatrix perspicillata pulsatrix (Wied-Neuwied), 1820 - este de Brasil (Bahía al sur hasta Rio Grande do Sul) y Paraguay, probablemente también el noreste de Argentina (Misiones).
- Pulsatrix perspicillata saturata Ridgway, 1914 - sur de México (Veracruz y Oaxaca) hasta el oeste de Panamá (pendiente del Pacífico hasta Chiriquí).
- Pulsatrix perspicillata trinitatis Bangs & Penard, TE, 1918 - isla de Trinidad.

## Galería

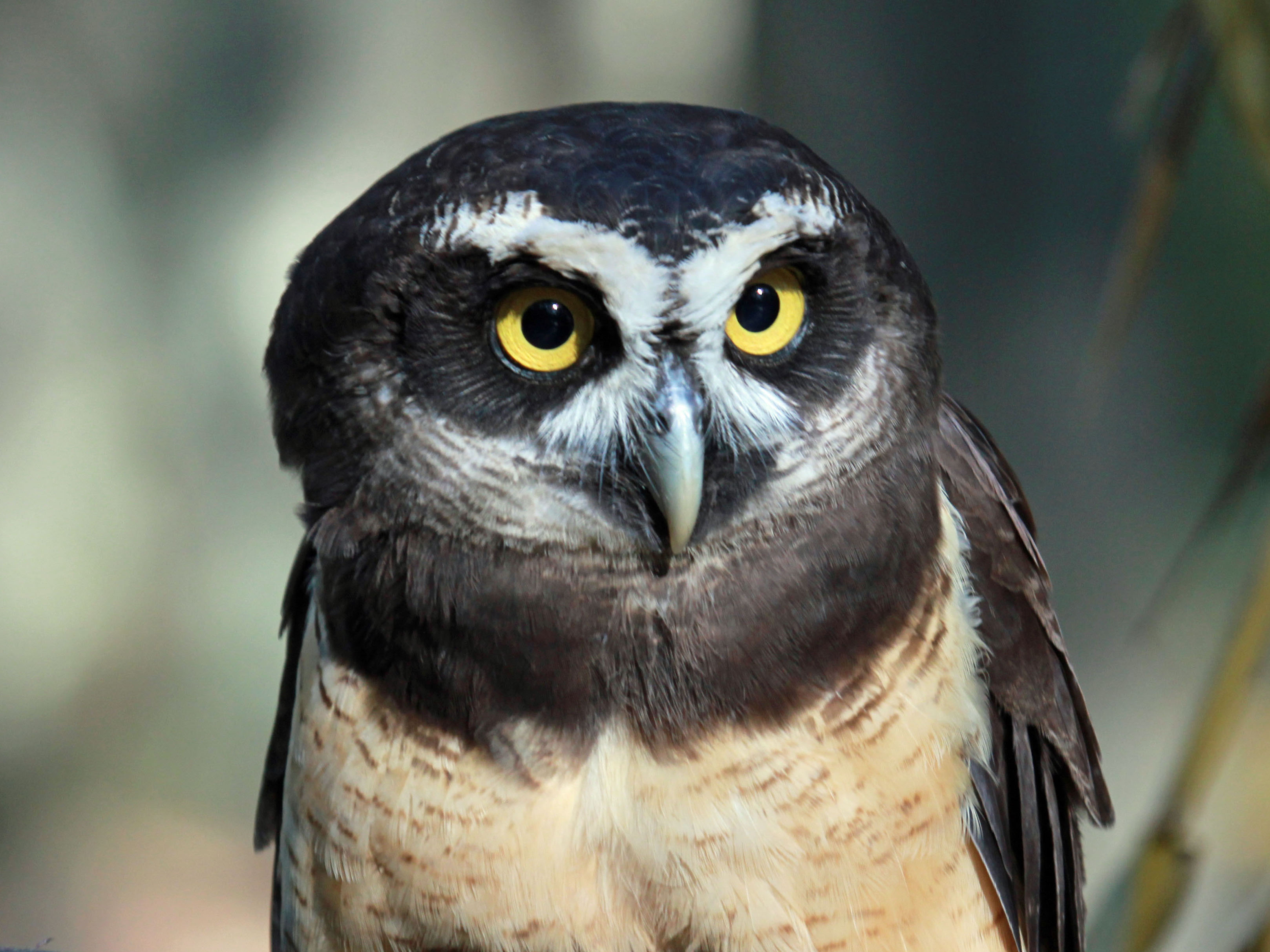
Detalle de cabeza.
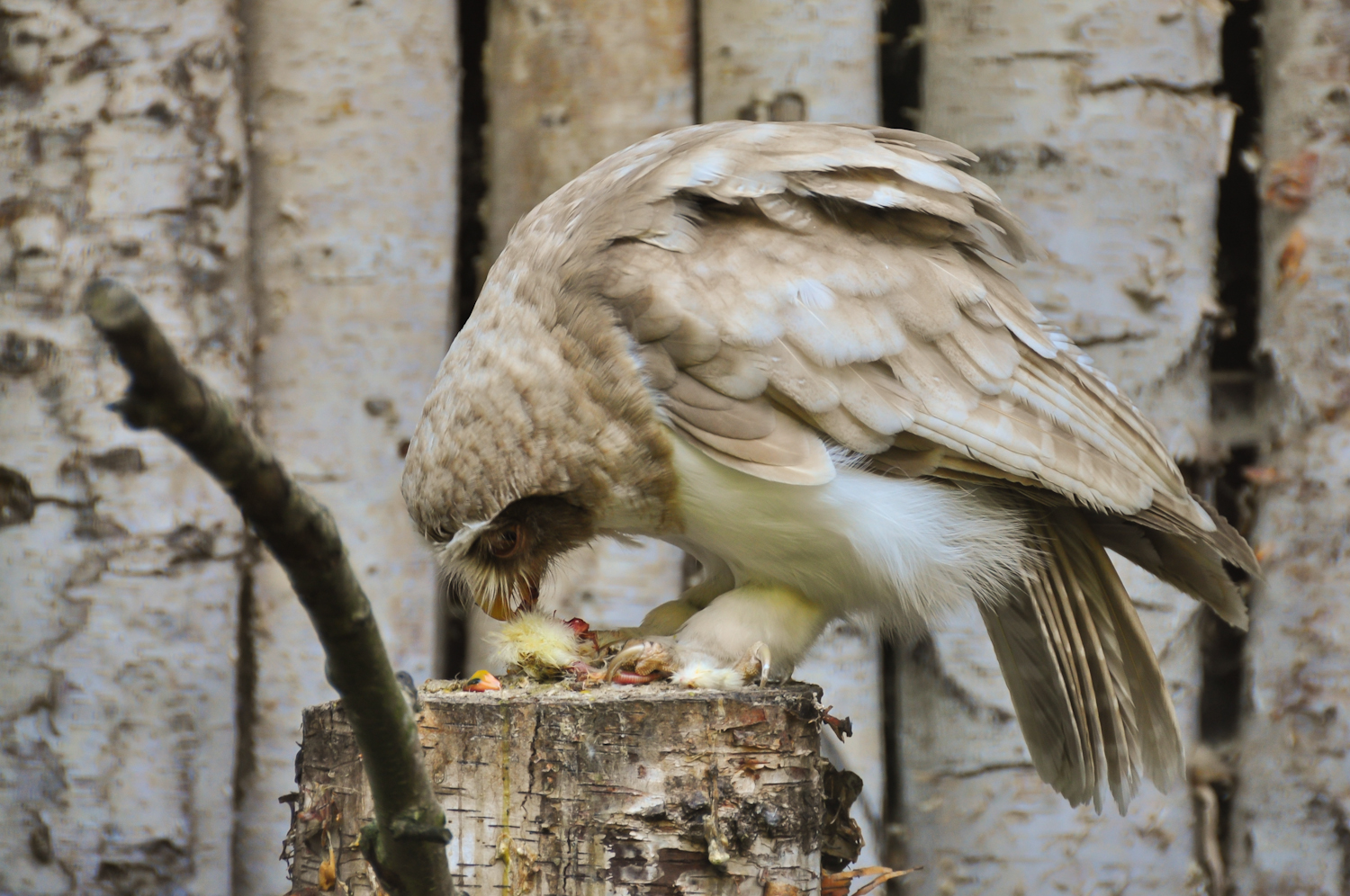
Lechuzon de anteojos comiendo su presa.
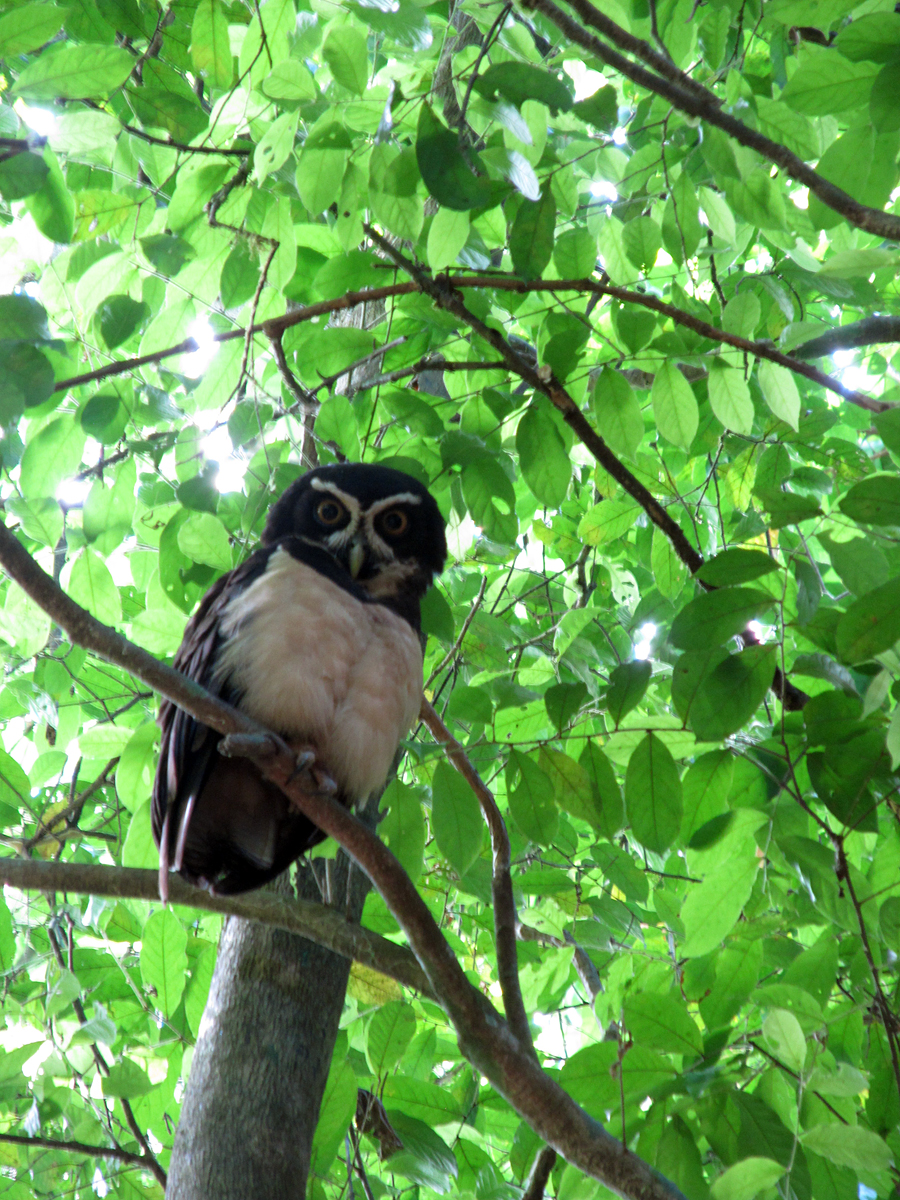
En estado natural